# Варыхадыта
Варыхадыта (устар. Вары-Хадыта)— река в Ямальском районе Ямало-Ненецкого АО. Устье реки находится в 14 км от устья Ерхадыты по правому берегу. Длина реки составляет 36 км.
В 4 км от устья впадает правый приток Ханавэйяха.
В Государственном каталоге географических названий Варыхадыта определена как приток протоки Малая Юмба.

## Данные водного реестра
По данным государственного водного реестра России относится к Нижнеобскому бассейновому округу, водохозяйственный участок реки — Обь от города Салехард и до устья, речной подбассейн реки — бассейны притоков Оби ниже впадения Северной Сосьвы. Речной бассейн реки — (Нижняя) Обь от впадения Иртыша.
Код объекта в государственном водном реестре — 15020300212115300035170.